# Numero intero

Il simbolo dell'insieme dei numeri interi

I numeri interi (o numeri interi relativi o, semplicemente, numeri relativi) corrispondono all'insieme ottenuto unendo i numeri naturali (0, 1, 2, ...) e i numeri interi negativi (−1, −2, −3,...), cioè quelli ottenuti ponendo un segno “−” davanti ai naturali. Questo insieme in matematica viene indicato con Z o {\displaystyle \mathbb {Z} }, perché è la lettera iniziale di “Zahl” che in tedesco significa numero (originariamente "far di conto", infatti l'espressione implica l'utilizzo dei numeri negativi).
Gli interi vengono quindi definiti esattamente come l'insieme dei numeri che sono il risultato tra sottrazioni di numeri naturali. I numeri interi possono essere sommati, sottratti e moltiplicati e il risultato rimane un numero intero. L'inverso di un numero intero non è però un intero in generale, ma un numero razionale; formalmente questo fatto si esprime dicendo che {\displaystyle \mathbb {Z} } è un anello commutativo unitario, ma non un campo.

## Proprietà algebriche
Come i numeri naturali, {\displaystyle \mathbb {Z} } è chiuso rispetto alle operazioni di addizione e di moltiplicazione, cioè la somma o il prodotto di due interi è un intero. Inoltre, con l'inclusione dei numeri naturali negativi e dello zero, {\displaystyle \mathbb {Z} } (a differenza dei numeri naturali) è chiuso anche rispetto all'operazione di sottrazione: se {\displaystyle a} e {\displaystyle b} sono interi, anche {\displaystyle a-b} lo è. Tuttavia, {\displaystyle \mathbb {Z} } non è chiuso sotto l'operazione di divisione, poiché il quoziente di due interi (per esempio {\displaystyle 1/2}) non è necessariamente un numero intero.
La tabella seguente elenca alcune delle proprietà di base dell'addizione e della moltiplicazione per ogni intero {\displaystyle a}, {\displaystyle b} e {\displaystyle c}.
|                                  | addizione                       | moltiplicazione                 |
| chiusura:                        | a + b è un intero               | a × b è un intero               |
| proprietà associativa:           | a + (b + c) = (a + b) + c       | a × (b × c) = (a × b) × c       |
| proprietà commutativa:           | a + b = b + a                   | a × b = b × a                   |
| esistenza dell'elemento neutro:  | a + 0 = a                       | a × 1 = a                       |
| esistenza dell'elemento opposto: | a + (−a) = 0                    |                                 |
| proprietà distributiva:          | a × (b + c) = (a × b) + (a × c) | a × (b + c) = (a × b) + (a × c) |

### Gruppo
Nel linguaggio dell'algebra astratta, le prime cinque proprietà elencate sopra per l'addizione dicono che {\displaystyle \mathbb {Z} } è un gruppo abeliano con l'operazione somma. In particolare, {\displaystyle \mathbb {Z} } è un gruppo ciclico, poiché ogni intero non nullo può essere scritto sommando un certo numero di volte {\displaystyle 1+1+\ldots +1} oppure {\displaystyle (-1)+(-1)+\ldots +(-1)}. Il gruppo {\displaystyle \mathbb {Z} } è l'unico gruppo ciclico infinito, nel senso che ogni altro gruppo ciclico infinito è isomorfo a {\displaystyle \mathbb {Z} }.

### Anello
Le prime quattro proprietà elencate sopra per la moltiplicazione dicono che {\displaystyle \mathbb {Z} } con l'operazione prodotto forma un monoide commutativo. Tuttavia, si nota che non tutti gli interi hanno un inverso rispetto alla moltiplicazione; per esempio non esiste un intero {\displaystyle x} tale che {\displaystyle 2x=1}. Quindi {\displaystyle \mathbb {Z} } non è un gruppo se considerato con l'operazione prodotto.
Tutte le proprietà dalla tabella prese insieme dicono che {\displaystyle \mathbb {Z} } con l'addizione e la moltiplicazione è un anello commutativo con unità. In effetti {\displaystyle \mathbb {Z} } è la motivazione principale per la definizione di tale struttura. La mancanza dell'inverso rispetto alla moltiplicazione è tradotta nel fatto che {\displaystyle \mathbb {Z} } non è un campo.
L'anello {\displaystyle \mathbb {Z} } è inoltre un dominio d'integrità, perché non contiene divisori dello zero. Ogni dominio di integrità è contenuto in un campo, e il più piccolo campo contenente gli interi è il campo {\displaystyle \mathbb {Q} } dei numeri razionali.

### Algoritmo di Euclide
Anche se la divisione ordinaria non è definita su {\displaystyle \mathbb {Z} }, è possibile usare l'algoritmo di Euclide per effettuare una divisione con resto: dati due interi {\displaystyle a} e {\displaystyle b} con {\displaystyle b\neq 0}, esistono e sono unici due interi {\displaystyle q} e {\displaystyle r} tali che 
{\displaystyle a=q\times b+r\ {\mbox{con}}\ 0\leq r<|b|,}
dove {\displaystyle |b|} è il valore assoluto di {\displaystyle b}. L'intero {\displaystyle q} è chiamato il quoziente e {\displaystyle r} è chiamato il resto, risultanti dalla divisione di {\displaystyle a} con {\displaystyle b}.
L'algoritmo di Euclide mostra come due numeri interi abbiano sempre un massimo comune divisore ed un minimo comune multiplo. Inoltre, per il teorema fondamentale dell'aritmetica ogni numero intero ha un'unica decomposizione come prodotto di numeri primi. L'esistenza dell'algoritmo di Euclide fa di {\displaystyle \mathbb {Z} } un anello euclideo.

### Cardinalità
La cardinalità di un insieme di interi è equivalente a {\displaystyle \aleph _{0}} (aleph-zero). Ciò è dimostrabile tramite la costruzione di una corrispondenza biunivoca (ovvero una funzione sia iniettiva che suriettiva) fra {\displaystyle \mathbb {Z} } e {\displaystyle \mathbb {N} }.
Considerando {\displaystyle \mathbb {N} =\{0,1,2,\ldots \}}, tale corrispondenza è la funzione {\displaystyle f\colon \mathbb {Z} \to \mathbb {N} } tale che:
{\displaystyle f(x)={\begin{cases}2|x|,&{\mbox{se }}x<0\\0,&{\mbox{se }}x=0\\2x-1,&{\mbox{se }}x>0.\end{cases}}}
Mentre considerando {\displaystyle \mathbb {N} ^{+}=\{1,2,3,\ldots \}} è la funzione {\displaystyle g\colon \mathbb {Z} \to \mathbb {N} ^{+}} tale che:
{\displaystyle g(x)={\begin{cases}2|x|,&{\mbox{se }}x<0\\2x+1,&{\mbox{se }}x\geq 0.\end{cases}}}
Ogni membro di {\displaystyle \mathbb {Z} } avrà uno ed un solo membro corrispondente in {\displaystyle \mathbb {N} } (o {\displaystyle \mathbb {N} ^{+}}), pertanto i due insiemi hanno la stessa cardinalità.

## Ordinamento
L'insieme {\displaystyle \mathbb {Z} } è un insieme totalmente ordinato senza estremo superiore o inferiore. L'ordine di {\displaystyle \mathbb {Z} } è dato da
{\displaystyle \ldots <-2<-1<0<1<2<\ldots }
Un numero intero è positivo se è maggiore dello zero e negativo se minore di zero; zero non è considerato un numero positivo né negativo.
L'ordine seguente è compatibile con le regole dell'algebra:
1. se {\displaystyle a<b} e {\displaystyle c<d}, allora {\displaystyle a+c<b+d};
2. se {\displaystyle a<b} e {\displaystyle c>0}, allora {\displaystyle ac<bc}.

## Definizione formale
Più semplicemente: se {\displaystyle m} e {\displaystyle n} sono due qualsiasi numeri relativi si dice che {\displaystyle m} è maggiore di {\displaystyle n}, e si scrive {\displaystyle m>n}, se esiste un numero naturale {\displaystyle p\neq 0} tale che {\displaystyle m=n+p}. L'insieme {\displaystyle \mathbb {Z} } può essere definito a partire dall'insieme {\displaystyle \mathbb {N} } dei numeri naturali tramite il concetto di insieme quoziente. Si consideri il prodotto cartesiano {\displaystyle \mathbb {N} ^{2}=\mathbb {N} \times \mathbb {N} }, ovvero l'insieme di tutte le coppie ordinate di numeri naturali {\displaystyle (a,b)}. Si consideri la seguente relazione {\displaystyle \sim }
{\displaystyle (a,b)\sim (a',b')\Leftrightarrow a+b'=a'+b.}
Questa è una relazione di equivalenza, infatti è:
- riflessiva: {\displaystyle (a,b)\sim (a,b)}, infatti {\displaystyle a+b=a+b}
- simmetrica: se {\displaystyle (a,b)\sim (a',b')} con {\displaystyle a+b'=a'+b}, allora {\displaystyle a'+b=a+b'} e quindi {\displaystyle (a',b')\sim (a,b)}
- transitiva: se {\displaystyle (a,b)\sim (a',b')} e {\displaystyle (a',b')\sim (a'',b'')}, allora

{\displaystyle a+b'=a'+b}, {\displaystyle a'+b''=a''+b'}, sommando
{\displaystyle a+b'+a'+b''=a'+b+a''+b'}, semplificando
{\displaystyle a+b''=a''+b}, quindi
{\displaystyle (a,b)\sim (a'',b'')}
Si definisce {\displaystyle \mathbb {Z} } come l'insieme quoziente di {\displaystyle \mathbb {N} \times \mathbb {N} } con la relazione {\displaystyle \sim }:
{\displaystyle \mathbb {Z} =(\mathbb {N} \times \mathbb {N} )/\sim }
A questo punto è facile dimostrare che ogni classe di equivalenza {\displaystyle [(a,b)]} contiene uno e un solo elemento nella forma {\displaystyle (a',b')} con {\displaystyle a'=0} oppure {\displaystyle b'=0}.  In questo modo possiamo introdurre la notazione più familiare per i numeri interi nel modo seguente:
- {\displaystyle a=+a=[(a,0)]}
- {\displaystyle -a=[(0,a)]}
- {\displaystyle 0=-0=[(0,0)]}

Si dimostra facilmente che esiste un isomorfismo tra l'insieme dei numeri naturali e il sottoinsieme di {\displaystyle \mathbb {Z} } costituito dagli elementi del tipo {\displaystyle [(a,0)]}. In questo senso si può dire che i numeri naturali sono un sottoinsieme dei numeri interi.

### Operazioni
Le operazioni di somma e prodotto possono essere definite nel modo seguente:
{\displaystyle (n_{1},n_{2})+(m_{1},m_{2})=(n_{1}+m_{1},n_{2}+m_{2})}
{\displaystyle (n_{1},n_{2})\times (m_{1},m_{2})=(n_{1}m_{1}+n_{2}m_{2},n_{1}m_{2}+m_{1}n_{2})}
Si verifica che le operazioni sono compatibili con la relazione d'equivalenza, e che si traducono nelle normali operazioni di somma e prodotto degli interi tramite la notazione appena introdotta. Ad esempio:
{\displaystyle a\times (-b)=[(a,0)\times (0,b)]=[(0,ab)]=-ab.}
Si può anche dimostrare direttamente che l'insieme {\displaystyle \mathbb {Z} } con queste operazioni è un anello commutativo.